# Aloe yuccaefolia
Aloe yuccaefolia é uma espécie de liliopsida do gênero Aloe, pertencente à família Asphodelaceae.